# مربی مهدکودک

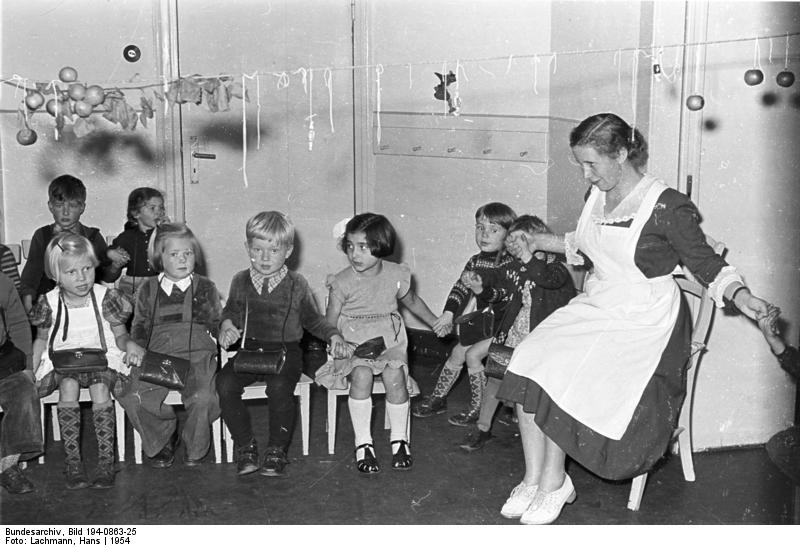
یک مربی مهدکودک در آلمان، ۱۹۵۴ (میلادی)

مربی مهد کودک به افرادی (غالباً خانم) گفته می‌شود که در کودکستان‌ها وظیفه مهارت‌افزایی کودکان و خردسالان را بر عهده دارند. برخی از مهمترین وظایف آنها عبارتند از:
- آموزش مهارت‌های ابتدایی خواندن و نوشتن
- آموزش ابتدایی اشکال، رنگ‌ها و اعداد
- آموزش مهارت‌های رفتاری و اجتماعی
- آموزش اصول اولیه بهداشت شخصی
- داستان‌خوانی و قصه‌گویی
- اجرای صحیح برنامه تغذیه کودکان تحت مسئولیت، دادن غذا به کودکان شیرخوار و نوپا
- نظارت بر چگونگی وضع بهداشت فردی کودکان
- نظارت بر خواب و استراحت کودکان